# Косма Злотовський
Косма Тадеуш Злотовський (нар. 14 січня 1964, Бидгощ, Польща) — польський політик, член обох палат польського парламенту (1997—2001, 2005—2007), мер міста Бидгощ (1994—1995). та депутат міської ради Бидгоща (2002—2005). Депутат Європейського Парламенту 2014, 2019. Спікер Форуму Вільних Народів Постросії.

## Біографія
У 1990 закінчив польську філологію у Варшавському університеті. У 2004 році отримав ступінь магістра ділового адміністрування (MBA) в Домініканському університеті в Чикаго.

### Кар'єра в національній політиці
Після місцевих виборів 1994 року нова міська рада Бидгоща обрала його мером Бидгоща. Він працював на цій посаді з липня 1994 року по липень 1995 року, і його змінив Генрик Сапальський.
На виборах до Сейму 1997 року його обрано до Сенату Польщі III термін (верхня палата польського парламенту), представляти район Бидгощ як кандидат від Виборчої дії Солідарності.
У польських місцевих виборах 2002 року його обрано до міської ради Бидгоща IV термін, представляючи 1-й округ. Він набрав 1112 голосів і був першим у списку Права і Справедливості (PiS). Його повноваження закінчилися, коли він був обраний до Сейму в 2005 році. Його місце в Раді замінив другий кандидат у списку ПіС Мар'ян Пастушевський. Брав участь у президентських виборах у Бидгощі 2002 року. Він набрав 8994 голоси (10,99 %) і посів третє місце в гонці. Нового президента обрали в другому турі.
На виборах до Сенату 2005 року він увійшов до Сенату Польщі IV терміну (верхня палата польського парламенту), представляючи 4 округ Бидгощ. Він набрав 59 986 голосів.
На виборах до Сенату 2007 року він набрав 86 750 голосіві не був обраний.

### Член Європейського Парламенту 2014— дотепер
На виборах до Європарламенту 2004 року був кандидатом від «Права і справедливості» від Куявсько-Поморського виборчого округу. Він набрав 4264 голоси і не був обраний.
З 2014 року Злотовський є Депутатом Європарламенту. Там він є членом Комітету з питань транспорту та туризму, у делегації парламентських комітетів співробітництва ЄС-Вірменія, ЄС-Азербайджан і ЄС-Грузія, а також у делегації в Парламентській асамблеї EURO-NEST.
З 2019 Злотовський є Депутатом Європарламенту. Був кандидатом у Президенти Європарламенту.

## Політичні позиції
Співорганізатор та спікер 5 Форуму Вільних Народів Постросії що відбувся у Європейському парламенті 31 січня 2023.